# Atabegue

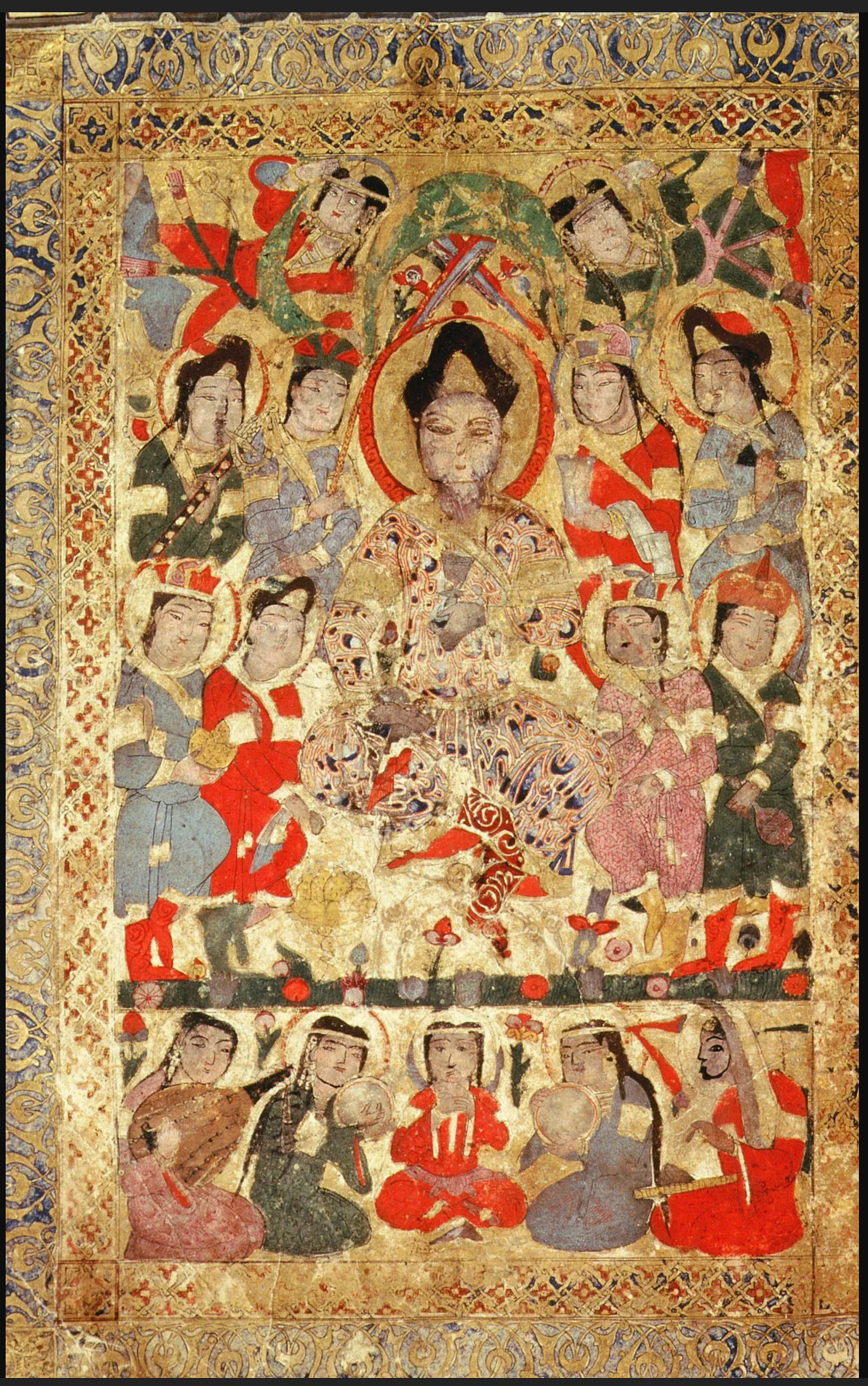
Badr al-Din Lu'lu' foi atabegue da dinastia Zênguida de 1211 a 1234 (Frontispício de Kitāb al-aghānī, Mosul, 1218-1219. Vol IV. Cairo, Biblioteca Nacional Egípcia, Ms Farsi 579)

Atabegue, atabeque ou atabei é um título hereditário de nobreza de origem turca, que indica um governador de uma nação ou província, que era subordinado a um monarca.
A palavra atabegue significa pai do príncipe. Quando um príncipe Seljúcida morria, deixando herdeiros menores, se nomeava um tutor para proteger e cuidar dos herdeiros. Este tutor então se casaria com a viúva (mãe dos herdeiros menores), assumindo uma espécie de substituição de paternidade.
O título de Atabeg foi bastante comum na época Seljúcida, a partir do século XII. O título de atabegue também era utilizado para oficiais mamelucos do Egito, alguns deles foram proclamados Sultões depois da incorporação do Império Otomano.
O mais famoso atabegue foi provavelmente Zengui, atabegue de Moçul desde 1128, que logo tornou se independente e dominou grande parte do norte da Mesopotâmia e da Síria (incluindo Alepo). Após o fim da época Seljúcida, o título foi usado com menos frequência.